# Bougous
Bougous est une commune de la wilaya d'El Tarf en Algérie, située environ à 20 km environ au sud-est d'El Tarf et à 10 km, à vol d'oiseau, à l'ouest de la frontière tunisienne.

## Géographie

### Situation
La commune est enclavée dans les montagnes d'El Ghora, hautes de 1214 m, au milieu de forêts de chênes-lièges et d'oliveraies, à la frontière de la Tunisie dans la Wilaya de Taref.
La ville de Bougous se situe au sud du parc national d’El-Kala.

### Relief, géologie, hydrographie
C'est la seule commune d'Algérie qui possède deux barrages[réf. nécessaire]. Le deuxième barrage, sur l'oued Bougous, a été mis en service en 2010,.

## Pour approfondir

## Sources, notes et références
1. ↑  (en) Données du recensement général de la population et de l'habitat de 2008, communes de la wilaya d'El Taref, sur le site geohive.com.
2. ↑  « Algérie – Un taux de raccordement à l’eau potable de 93 % », sur maghrebemergent.com (consulté le 29 décembre 2010).
3. ↑  « Le barrage de Bougous (El Tarf) : La mort des zones humides », sur vitaminedz.com (consulté le 29 décembre 2010).